# Popovits Zoltán
Popovits Zoltán (Eger, 1940. március 17. –) magyar-finn-amerikai szobrászművész, ékszertervező, a budapesti Moholy-Nagy Művészeti Egyetem tiszteletbeli doktora (2007).
Az ő nevéhez fűződik az 1956-os forradalom egyik legkorábbi emlékművének megalkotása, amelyet 1968-ban állítottak fel Denver belvárosában, a ”Magyar Szabadság Parkban”
Az 1940-es évek végén szüleivel kényszeremigrált Magyarországról. Németországban, Ausztráliában majd az Amerikai Egyesült Államokban élt, végül Finnországban lelt otthonra, ahol a Lapponia Jewelry ékszertervezőjeként világhírnévre tett szert. Az 1990-es évek közepén újra útnak indult és ezúttal szülővárosában, Egerben telepedett le. Élete összekapcsolódott a vándorlással, az újhoz, a gyorsan változóhoz való alkalmazkodással, a világ sokrétűségének befogadásával, a mindig aktív kíváncsi jelenlét állapotával. Popovits Zoltán munkáinak legfontosabb jellemzője, hogy nyelve egyetemes. Nem kötődik stílusokhoz, trendekhez, művészete egy külön öntörvényű világ, amelyet a természettel való kapcsolatából merít, új vizuális értékeket létrehozva.

## Életútja
Kisgyerekként családjával Budapestre költözött, ahol építészmérnök édesapja Popovits István az Oktatásügyi Minisztérium műemlékvédelemmel és a közoktatási intézmények épületeivel foglalkozó főtisztviselője lett. 1944-ben a család csatlakozott a nyugat felé tartó menekültáradathoz. Szentgotthárdnál még reménykedve vártak három hónapot, ám amikor a szovjet csapatok átkeltek a Dunán, elhagyták Magyarországot. Előbb Ausztriába mentek, majd Nyugat-Németországban, Murnauban telepedtek le. Az apa itt, az amerikai hadsereg alkalmazásában dolgozott mérnökként. Négy év múlva innen is továbbmentek, a Föld túlsó felére, Ausztráliába, ahol öt évet töltöttek. Popovits Zoltán 14 éves volt, amikor egy újabb kontinensre, Amerikába vándoroltak tovább. Itt az USA-ban végezte egyetemi tanulmányait. Repülőgéptervezést, majd építészetet tanult, végül szobrászként diplomázott a Kansas City Art Institute-ban 1965-ben.

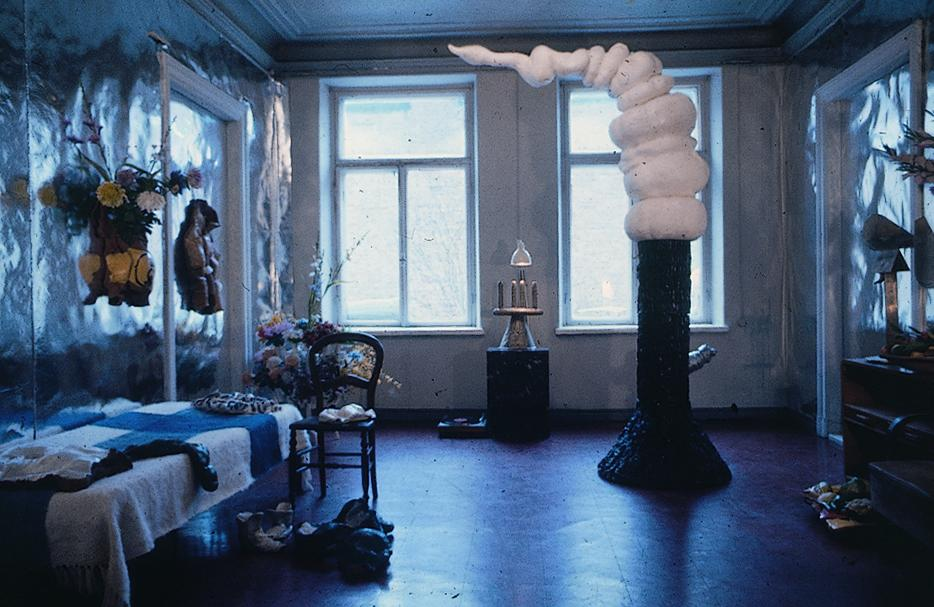
Nostalgia címmel rendezett első önálló finnországi kiállítása Helsinkiben (1966)

Ezután két évre szóló Fullbright-ösztöndíjjal a Finn Képzőművészeti Főiskolán folytatta tanulmányait. Ám az ösztöndíj lejárta után sem tért vissza Amerikába. Letelepedett Finnországban. A porkkalai félszigeten talált magának otthont és műtermet. Erdő közepén, tenger partján, mégis közel Helsinkihez, a kulturális hatásokhoz. A félreeső lakóhely csendje és nyugalma rendkívül jó keretet biztosított a nyugodt alkotáshoz. Első önálló kiállítása Finnországban Nostalgia címmel 1966 decemberében nyílt meg. A következő majd 50 évben szobrászként és ékszertervezőként dolgozott. 1969-1971 között az Arabia Porcelángyár tervezője, 1975-től pedig a Lapponia Jewelry megbecsült ékszertervezője lett.
Sokáig úgy tekintettek rá, mint „idegen madárra”. Ám ez őt egyáltalán nem zavarta. Önnön belső indíttatására hallgatva munkálkodott. Érezte, jó úton halad. Csaknem két évtizede dolgozott már Finnországban, túl volt egy sor egyéni és csoportos kiállításon, amikor alkotói súlyának megfelelően kezdték értékelni őt, és a Finn Szobrászok Szövetsége tagjai közé választotta. Néhány éven belül a finn képzőművészet és iparművészet meghatározó egyéniségei közé emelkedett. Az 1980-as évek végén Finnország egyik legelismertebb szobrászművészének tekintették.

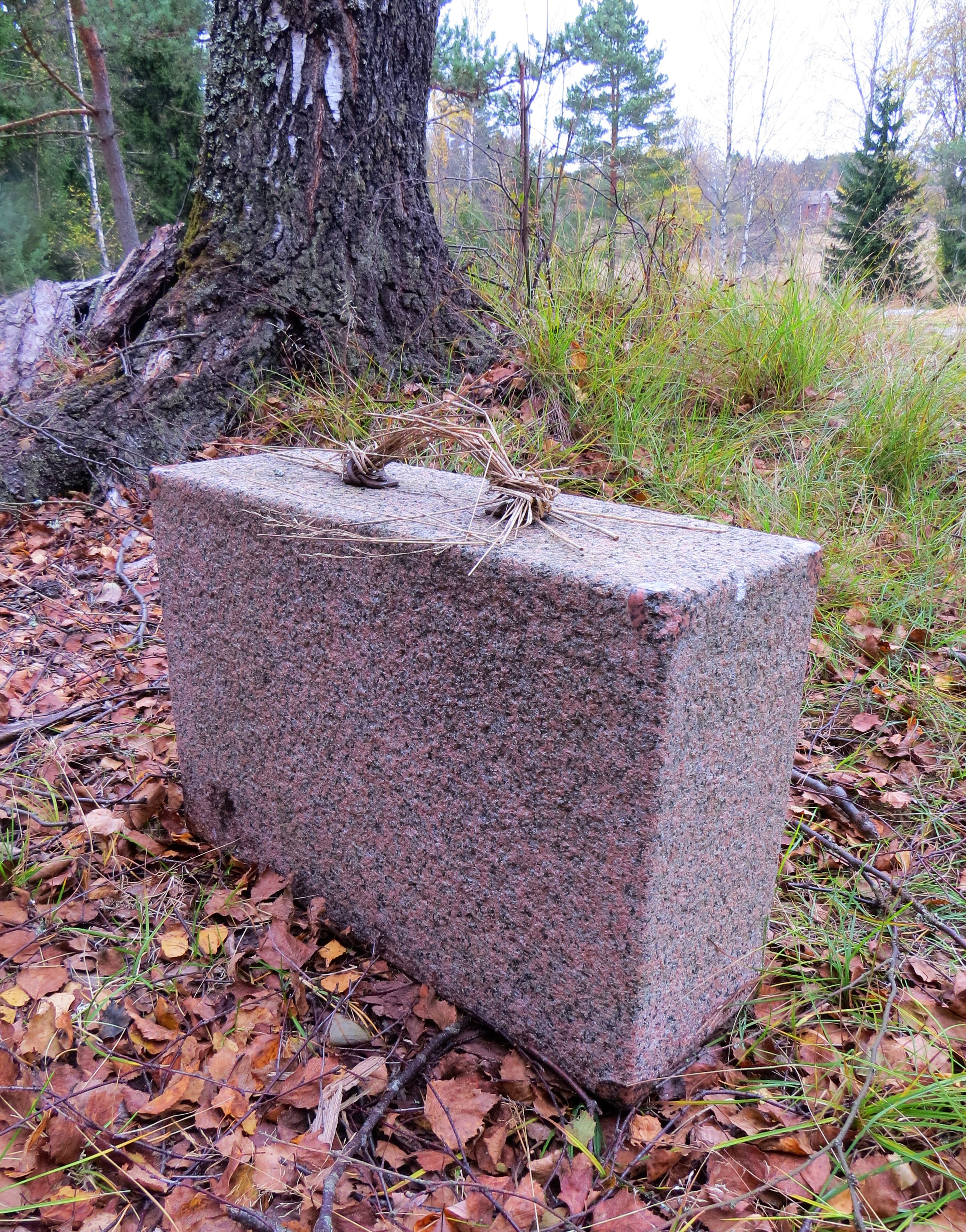
Popovits legszimbolikusabb alkotása az Emigráció című gránit bőrönd (1992)

Az 1990-es években öt esztendeig a szobrászszövetség alelnöki és a Finn Művészek Érdekvédelmi Szövetségének elnöki tisztjét töltötte be. 1990-ben visszakapta magyar állampolgárságát. Egy évtizeden át az esztendő egy részét Magyarországon, másik részét, Finnországban töltötte, míg végül 1995-ben feleségével, Hibay Éva fuvolaművésszel együtt hazatért szülővárosába, és Eger környékén Szarvaskőn telepedtek le. Még ebben az évben rendezte meg az első önálló magyarországi kiállítását, a győri RAS (Regionális Alternatív Stúdió) galériahajón.
Tíz év után ismét költözött. Néhány évig Csopakon alkotott, majd visszatért második hazájába Finnországba. A világutazó világpolgár, aki mindig úgy érezte, hogy a Föld bármely pontján meg tudja teremteni alkotói tevékenysége feltételeit, 2013-ban ismét visszatért oda, ahonnan ötéves korában elindult.
Popovits Zoltán legszimbolikusabb alkotása az a kőből készült bőrönd, (Emigráció – 1992) amely leginkább jellemző életére. A Magyarországot gyermekkorában elhagyni kényszerült művész egész életútja vándorlás volt annak ellenére, hogy több mint négy évtizedet töltött Finnországban, ahol az egyik legismertebb szobrász és ékszertervező.
Élete összekapcsolódott a vándorlással, az újhoz, a gyorsan változóhoz való alkalmazkodással, a világ sokrétűségének befogadásával, értékként való értékelésével, a mindig aktív kíváncsi jelenlét állapotával, filozófiai mélységek megközelítésével.
Popovits Zoltánt 2013. augusztus 20. alkalmából a Magyar Érdemrend Lovagkeresztjével tüntették ki, sajátos, sokoldalú művészeti munkássága elismeréseként, a formatervezés és képzőművészet terén Finnországban elért kiemelkedő teljesítményéért. Művészetét és sajátos formavilágát magyar származása, fiatalkori észak-amerikai benyomásai és a finnországi, skandináv hatások együtt alakították. Munkásságát nemzetközileg ismerik és nagyra becsülik. Az utóbbi évtizedekben kiállításai hangsúlyosan a magyar kulturális jelenlétet képviselték Finnországban.

## Művészete
Popovits Zoltán művészetében nyomon követhetők a különböző képző- és iparművészeti hatások, az építészeti és formatervezési momentumok, a műtárgy és a design fogalmi összekapcsolása, saját nyelvén való megjelenítése.
Anyagválasztása és az anyagok ütköztetése elsőre bizarr, furcsa helyzetet teremt. Műveire jellemző a bipolaritás, a kétsarkúság. Kettősségüket az adja, hogy (akár egy műtárgyon belül) konfrontálódnak a szélsőségek: puhaság és keménység, monumentalitás és miniatürizálás, költőiség és hétköznapiság, organikus és architektonikus, női és férfi karakter, stb. Popovits egyrészről vizuálisan „átad” a nézőnek egy tárgy-szobrot, másrészről viszont szinte megköveteli, hogy asszociációink által bontsuk ki a művét és próbáljunk belépni annak erőterébe.

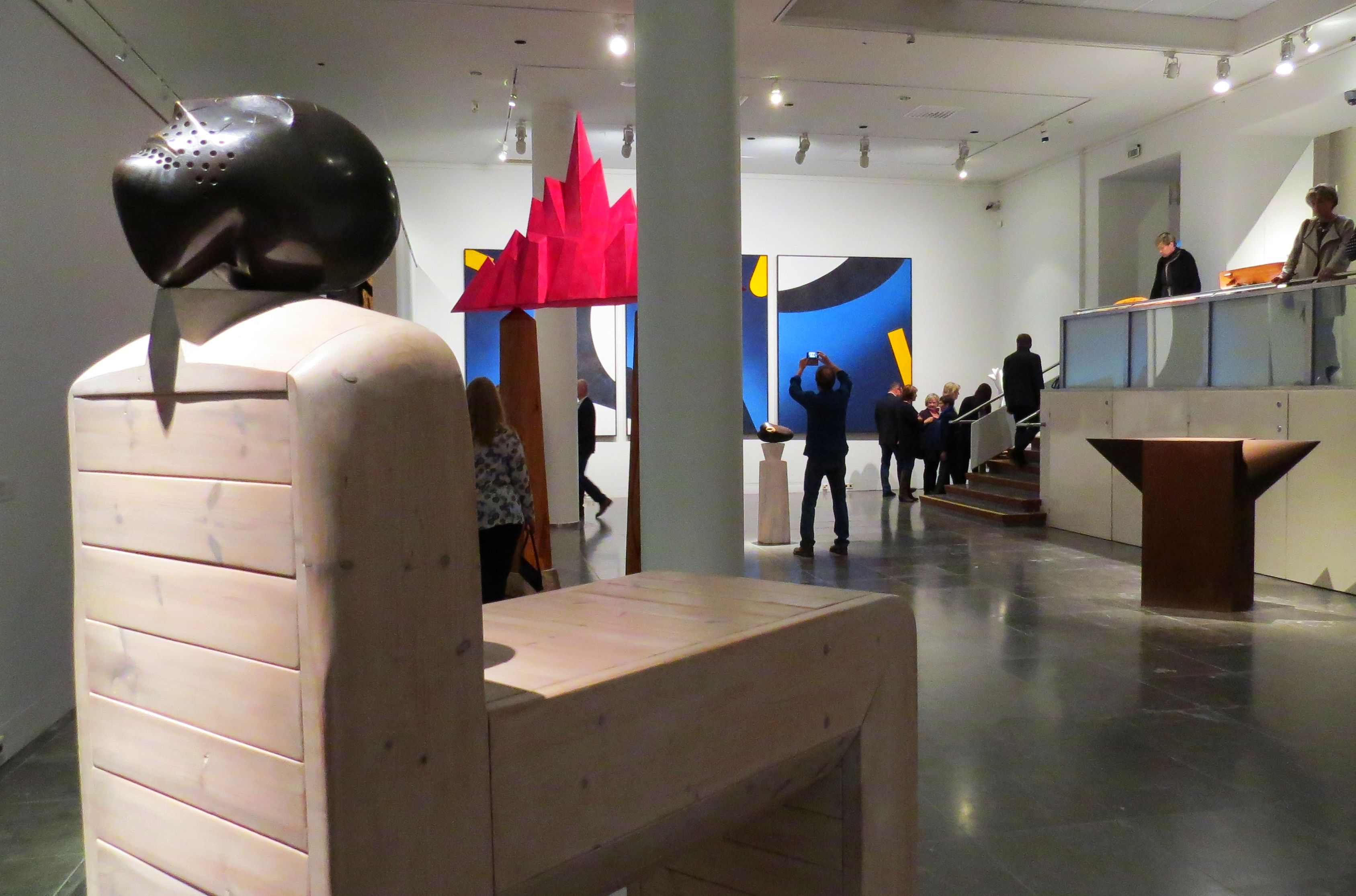
Popovits Zoltán finnországi munkásságának 50. évfordulójára rendezett kiállítása Helsinkiben, az Amos Anderson Art Museum-ban.(2016)

Plasztikai alkotásai anyagukat, formájukat és gondolatiságukat tekintve a közép-európai művészettől eltérőek, az északi tárgykultúra egyszerűsége és természet közelisége érződik bennük. Alkotásai gyakran bonyolult filozófiai tartalmú, áttételes jelentéssel bíró elegáns formájú tárgyak. Formagazdagság és tömör, jelszerű megjelenítés jellemzi őket. Popovits Zoltán szobrai különböző stílusirányzatok – a kezdeti kissé amerikaias Pop-artot a szürreális, a konceptuális és a posztmodern látásmód követi – vonzásában születtek. A fa és a kő szobrainak fő anyaga. E kétféle tapintású, textúrájú matéria asszociációkat keltő egyszerű, lecsupaszított formákban jelenik meg. Popovits Zoltán szobrászatát az ambivalencia jellemzi, mindennek többes értelme van, vonzza a látszólagos ellentétek szintézise: az egyszerű és a bonyolult, a vonzó és a félelmetes, a mindennapi és a csodálatos, a pillanatnyi és az örökkévaló. Paradoxonokat. ellentétes gondolati, formai elemeket ötvöz szobraiban. Szobrászi munkásságával párhuzamos ékszertervezői tevékenysége. Szobor-ékszerei az erdei sétáin gyűjtött tárgyakból, töredékeiből épülő, természetből kiinduló egyedi alkotások. Gyakran kapcsol össze különböző anyagokat: ezüstöt ébenfával, aranyat tűzopállal és onixszal. Különleges ékszerei a kövek amorf alakzatait és a természetben talált tárgyak organikus formáit ötvözik.
Célja mindig is az volt, hogy a műtárgy ne legyen szokványos, mert nem az a dolga, hogy felismerhető, egyből „azonosítható”, dekódolható legyen, hanem az, hogy felfedezőútra vigyen. Nem emlékeztetni akar valamire, hanem inkább felidézni valami ősit. Nem kényelmet kínál, hanem feszültséget.

„Arra törekszem, hogy a szobor a nézőre egyszerre vonzón és taszítón hasson. A téma lehet félelmetes, de a forma és az anyag szépsége a megközelítésre csábít. Ugyanígy, ha a téma magával ragadó, az anyag a taszító. Íly módon a megoldhatatlan ellentétek fenntartják a mű belső feszültségét.”

– Popovits Zoltán

Popovits számtalan anyaggal dolgozott: fenyőfa, tölgy, alma, kőris, nyír, éger, szil, juhar, nyárfa, ébenfa, papír, textil, homok, kagyló, gránit, márvány, vas, acél, ólom, bronz, ezüst, üveg, műanyag, terrakotta, kerámia stb.
Műveit vizsgálva azt is regisztrálhatjuk, hogy a változatos anyaghasználat, az anyagok ötvözése, a formateremtés gazdagsága, a korszakonkénti hangnemváltozás, a stílusmódosulások ellenére is egy egységes gondolatvilág által integrált szobrászattal szembesülhetünk, amelynek lényegi sajátossága a tömörség, az egyszerűség, az áttekinthető tömegalakítás, és ezzel szoros összefüggésben a jelszerű fogalmazás.
A ház, a kapu, a fal, a hajó, az asztal, a fal, a bábszerű emberalak, az emberi fejforma illetve arc visszatérő motívumai Popovits művészetének. Az általa újraformált fogalmi-tárgyi megtestesítés, a múltra visszautaló, a hagyományba ágyazódó, de a jelen jelenségeire és folyamataira is érvényes, szobrászi mondandó megfogalmazásának szűkszavú közege. Részletezéstől mentes, sallangjaitól megfosztott csaknem minden Popovits szobor, és ez mind formai, mind gondolati értelemben érvényes. A csupasz fogalmak nemesen egyszerű szobrászata ez.

## Munkássága
- Korai alkotószakaszában, az 1960-as években fontos szerepet játszott a totemisztikus megformálásmód, majd az ezt felváltó amerikai Pop-art, amikor harsány színekkel dekorált kerámiákat készített.[17]
- 1968-ban állították fel Denverben „Az 1956-os magyar felkelés emlékére” feliratú szobrát: halotti lepel alól kirajzolódó férfitestet ábrázoló domborművet, a legkorábbi ’56-os emlékművek egyikét.[4]
- 1969-1971 között az Arabia Porcelángyár tervezője, kerámiái megnemesednek, a hófehér máz, a fekete és bronzszínű eozincsíkok, foltok szürreális hatású "edényszobrokat" díszítenek.
- 1971-es szürrealista- dadaista, neoncső-hajú, hollywoodi Szex-Madonnájában és 1988-as hatalmas, tiszta színekkel festett, geometrikus táblaképeiben még érezni amerikai ízeket, de szobrászata egyre inkább egyfajta sejtelmes, elegáns, északi szürrealizmus felé halad, s egyre nagyobb hangsúlyt kapnak benne a természetes anyagok. Az álmodó és az álom címmel terrakottából, bronzból furcsa madarakat mintáz, ha megfordítjuk őket, lehunyt szemű arccá változnak, Popovits Zoltán egyik gyakran használt, többértelmű jelévé.
- 1973-tól születnek terrakotta "piramisdobozai": gúlafedelű, vörös cseréptartókban hunyt szemű arcok, a szemeket fehér madártoll fedi vagy finomrajzú kagylólenyomat, néhol a doboz – mint régészeti lelet – cserépkezet rejt, ujjai közt apró tengeri kagylóval: piramisformában rejtett utalások az örökkévalóságra, a különös álmokra, s egyfajta tünékeny, Magritte-i szürrealizmusra.
- 1976-os ezüst sakk-készletének ló figuráját egy rigókoponya öntvényéből alakítja ki, ezüstékszer-családját egy kopoltyúcsont formájából indítja. Ékszereit természetben talált tárgyak, gallyak, állatcsontok organikus formáiból építi fel.
- 1988-as Hajója egy helsinki középület hatalmas, világos terében lebeg a mennyezetre függesztve. A halvány farétegekből összecsiszolt, óriási kecses hajóforma alja könnyed hullámvonal: mintha a levegő írná bele a hullámokat, vitorlái fehér-fekete törzsű, karcsú nyírfa fehérre festett ágaik csipkehálójával. Gazdag asszociációs tartalma az élet hajójától a legendák, a különös álmok hajójáig terjed, érzékenyen mintázott, elegáns, filozofikus tartalmú mű.[6]

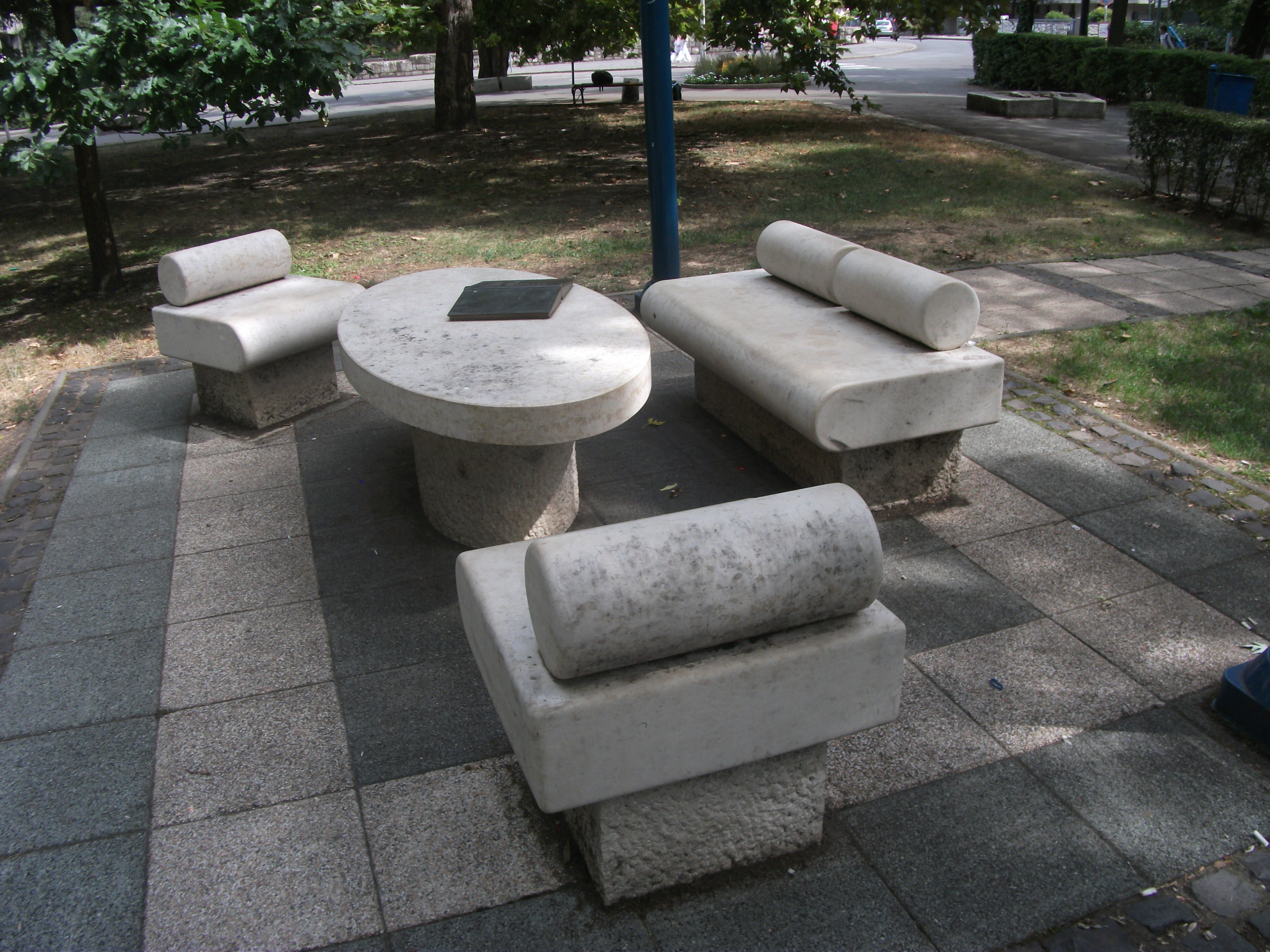
Popovits Zoltán "A Nagy Könyv" című alkotása Egerben (2006)

- 2006-ban felavatják Popovits Zoltán első magyarországi köztéri alkotását, „A Nagy Könyv” című márványból készült térplasztikáját. Az egri önkormányzat pályázatot hirdetett erre a szoborra, melyet végül ő nyert meg. A pályázat és a térplasztika előzményéhez hozzátartozik, hogy 2005-2006 folyamán a Magyar Televízió a BBC hasonló műsorfolyamának mintájára megrendezte A Nagy Könyv című vetélkedőt, ahol különféle fordulókon, szavazásokon azt kellett kideríteni, hogy a magyar olvasók számára melyik a legnépszerűbb, legközismertebb, legkedveltebb szépirodalmiolvasmány. Az adássorozat itthoni adaptációjának fő kezdeményezője, az ötlet magyarországi gazdája és szellemi megvalósítója az azóta tragikusan fiatalon elhunyt Békés Pál volt, aki hosszú éveken át a Magyar Televízió szerkesztője, kiváló író és meseíró. Ezt a rendhagyó televíziós vetélkedést végül Gárdonyi Géza műve, az Egri csillagok nyerte – ezért került sor a szoborpályázat meghirdetésére Egerben, és ezért jött létre ez a térplasztika éppen itt.[19]
- 2008-as ”Védett fa” című alkotásában a természeti környezet jelentette a tartalmi és vizuális kiindulópontot. A gyárkéményre emlékeztető fallal körbevett fiatal kőrisnek csak a lombja látszott: ahol a gyárkémények füstölnek, ott a védett fa lombja zöldült. Az alkotás természetvédelmi és társadalomkritikus olvasata meglehetősen direkt és kissé didaktikus: az ember mindent tönkretesz, ami a körülötte levő természet részét képezi, a védelemhez pedig már nem elég a tiltás, ennél többre van szükség: erős bástyára.[20]

Popovits munkásságában számos olyan alkotás van, amelyek a természetet, vagy az embernek a természethez való viszonyát ábrázolják. Autonóm szobrászata sokoldalú, leleményes és meghökkentő tartalmi mélységekkel felruházottak. Szobrai az anyagszerűség szépségeit érzékeltető, rendkívül precíz kivitelben megmunkált tárgyak.

## Művei

### Köztéri alkotásai
- „Hungarian Freedom Monument” (Az 1956-os magyar forradalom emlékére) – 1968, Denver
- "Portti" (Kapu) – 1979, Lutheránus Kongresszus Irodaháza, Helsinki
- "Column" (Oszlop) – 1982, Kongresszusi Palota Bagdad
- "Suihkukaivo" (Forrás) – 1985, Länsi-Pasila tér Helsinki
- "Keidas" (Oázis) – 1985, Forum, Helsinki
- "Suihkukaivo" (Szökőkút) – 1987, Sanomatalo Ház, Helsinki
- "Pursi" (Hajó) – 1988, Uusimaa Önkormányzat, Helsinki
- "Ilma" (Levegő) – 1991, Itäkeskus, Helsinki)
- "Maa" (Föld) – 1991, Itäkeskus, Helsinki
- „A Nagy Könyv” – 2006, Eger
- „Védett fa” – 2008, Public Art, Eger

### Szoborműveinek listája(válogatás)
| Év           | A mű eredeti címe                      | A mű címe magyarul                   | Anyaga                                           | Kép |
| ------------ | -------------------------------------- | ------------------------------------ | ------------------------------------------------ | --- |
| 1960-as évek |                                        |                                      |                                                  |     |
| 1965         | T-totem                                |                                      | fa                                               |     |
| 1965         | Samurai                                | Szamuráj                             | acél                                             |     |
| 1966         | Wool sock                              | Gyapjú zokni                         | terrakotta, poliészter gyanta                    |     |
| 1966         | Pillow                                 | Párna                                | terrakotta, poliészter gyanta                    |     |
| 1967         | Leather Jacket                         | Bőrkabát                             | terrakotta                                       |     |
| 1967         | Totem                                  |                                      | fa                                               |     |
| 1968         | Cake City                              | Kalácsváros                          | terrakotta                                       |     |
| 1970-es évek |                                        |                                      |                                                  |     |
| 1970         | Vase                                   | Váza                                 | mázas kőedény                                    |     |
| 1970         | Container                              | Konténer                             | mázas kőedény                                    |     |
| 1971         | Madonna                                | Madonna                              | kerámia, neoncső, szőrme                         |     |
| 1971         | Icon                                   | Ikon                                 | porvelán, neon, festett fa                       |     |
| 1972         | Evening                                | Este                                 | festett fa, homok                                |     |
| 1972         | Kitchen Chair                          | Konyhaszék                           | fenyőfa                                          |     |
| 1972         | Black Nike                             | Fekete Niké                          | festett acél                                     |     |
| 1973         | Portrait Of H.H.                       |                                      | terrakotta, szőrme                               |     |
| 1973         | Secrets Of The Blind                   | A vakság titkai                      | terrakotta                                       |     |
| 1974         | Relic                                  | Ereklye                              | terrakotta, epoxy gyanta                         |     |
| 1975         | Chass Figures In Silver                | Sakkfigurák ezüstben                 | patinált / ezüstözött bronz                      |     |
| 1975         | Secrets Of The Blind 2                 | A vakság titkai 2                    | terrakotta                                       |     |
| 1976         | Like a cloud wearing pants…            | Mint egy felhő nadrágban…            | bronz                                            |     |
| 1976         | Nike                                   | Niké                                 | fa                                               |     |
| 1976         | Time Is A Man, Space Is A Woman        | Az idő férfi, a tér nő               | terrakotta                                       |     |
| 1976         | The Cunning Of Reason                  | Az észszerűség furfangja             | terrakotta                                       |     |
| 1976         | The Self And The Other                 | Önmaga és a másik                    | terrakotta                                       |     |
| 1976         | Never And Simultaneously               | Soha és egyidejűleg                  | terrakotta                                       |     |
| 1976         | Tomb Is Womb                           | Az anyaméh sír                       | terrakotta                                       |     |
| 1976         | Thalassa                               | Thalassza                            | terrakotta                                       |     |
| 1977         | Inaccessible history                   | Megközelíthetetlen történelem        | terrakotta                                       |     |
| 1977         | Stigma                                 | Jel                                  | terrakotta                                       |     |
| 1980-as évek |                                        |                                      |                                                  |     |
| 1980         | Phoenix                                | Főnix                                | raku agyag                                       |     |
| 1980         | Collective Memory                      | Kollektív emlékezet                  | terrakotta                                       |     |
| 1980         | Kheiron                                | Kheiron                              | fa, bronz                                        |     |
| 1983         | Haiku                                  | Haiku                                | márvány, bronz                                   |     |
| 1983         | Statue                                 | Szobor                               | bronz, márvány                                   |     |
| 1983         | Night voices                           | Éjszakai hangok                      | bronz, márvány                                   |     |
| 1983         | The Garden of the Minotaur             | Minótauroszok kertje                 | bronz, márvány                                   |     |
| 1983         | Shallows                               | Sekélyek                             | márvány, bronz                                   |     |
| 1983         | Masculine Object                       | Férfias tárgy                        | bronz, acél                                      |     |
| 1983         | House Plant                            | Házi palánta                         | bronz                                            |     |
| 1983         | Post Modern                            | Posztmodern                          | acél és fa                                       |     |
| 1984         | Native plant                           | Őshonos növény                       | bronz                                            |     |
| 1985         | New Fire Collection                    | Új tűz kollekció                     | arany, onyx                                      |     |
| 1985         | Ridge                                  | Gerinc                               | nyírfa, festett rétegelt lemez                   |     |
| 1986         | Sleep of Adam                          | Alvó Ádám                            | raku agyag                                       |     |
| 1988         | The Dreamer And The Dreamed            | Az álmodó és a megálmodott           | bronz                                            |     |
| 1988         | In Memoriam Yukio Mishima              | Misima Jukio emlékére                | gránit, gyufaszálak                              |     |
| 1988         | Manhattan                              | Manhattan                            | gránit, fa, bronz                                |     |
| 1988         | Wall                                   | Fal                                  | festett rétegelt lemez                           |     |
| 1988         | Transylvania                           | Transzilvánia                        | fűzfa, gránit                                    |     |
| 1988         | Dwelling                               | Hajlék                               | fa, gránit                                       |     |
| 1988         | Small disaster                         | Kicsi tragédia                       | fa                                               |     |
| 1988         | Reilu (Surf)                           | Igazságos                            | vegyes technika                                  |     |
| 1988         | Kaikkeen (Surf)                        | Minden                               | vegyes technika                                  |     |
| 1988         | Sailing Vessel                         | Vitorlás hajó                        | fa                                               |     |
| 1989         | Kitchen Skulpture                      | Konyha szobor                        | bronz, gránit                                    |     |
| 1989         | Kalu (Tool)                            | Eszköz                               | vas                                              |     |
| 1989         | The Dreamer And The Dreamed (passive)  | Az álmodó és a megálmodott (passzív) | bronz                                            |     |
| 1990-es évek |                                        |                                      |                                                  |     |
| 1990         | Depth                                  | Mélység                              | festett rétegelt lemez                           |     |
| 1990         | Program                                | Program                              | kerámia                                          |     |
| 1990         | The Boredoms Of Nefertiti              | Nofertiti unalmai                    | festett rétegelt lemez, fa, nád                  |     |
| 1990         | Catafalque                             | Ravatal                              | fa, gránit                                       |     |
| 1990         | Where do we come from? Where do we go? | Honnan jövünk, hová megyünk?         | kerámia                                          |     |
| 1991         | Armored Wessel                         | Páncélozott hordozó                  | gránit, acél                                     |     |
| 1991         | Mistral                                | Misztrál \|                          | acél                                             |     |
| 1991         | Black Ridge                            | Vonulat                              | festett rétegelt lemez                           |     |
| 1991         | The Essentials Of Good Taste           | A jó ízlés lényege                   | krómozott acél, textil                           |     |
| 1992         | The Beauty of Authority                | A hatalom szépsége                   | festett farostlemez, laminált lap                |     |
| 1992         | Sanitaria torso                        | Szanitaria torzó                     | szaniter porcelán                                |     |
| 1992         | Sanitaria Jedi                         | Szanitaria Jedi                      | szaniter porcelán, neoncső                       |     |
| 1992         | Emigration                             | Emigráció                            | kő, fű                                           |     |
| 1992         | Small Catastrophe Table                | Kicsi nappali katasztrófa            | fa, üveg                                         |     |
| 1994         | The Good Earth                         | A jó Föld                            | terrakotta                                       |     |
| 1994         | Steel Ridge                            | Acél vonulat                         | acél                                             |     |
| 1995         | The Art Of Joinery                     | A csapolás művészete                 | fa                                               |     |
| 1995         | Third Eye                              | Harmadik szem                        | porcelán                                         |     |
| 1996         | Living History                         | Élő történelem                       | fa                                               |     |
| 1997         | Buddha                                 | Buddha                               |                                                  |     |
| 1999         | Last Supper, Last Exit                 | Utolsó vacsora, utolsó kijárat       | rétegelt lemez, linóleum                         |     |
| 1999         | Manhattan II.                          | Manhattan II.                        | gránit, rétegelt és dekorit lemez, üveg, töltény |     |
| 1999         | House of Cain / House of Abel          | Káin háza / Ábel háza                | márvány, bronz                                   |     |
| 1999         | The Western East                       | A nyugati kelet                      | kő, fa, papír                                    |     |
| 1999         | The Empty Nest                         | Lakatlan fészek                      | almafa                                           |     |
| 1999         | Icarus                                 | Ikarosz                              | fa, papír, acélhuzal                             |     |

| Év           | A mű eredeti címe                                    | A mű címe magyarul                                  | Anyaga                              | Kép |
| ------------ | ---------------------------------------------------- | --------------------------------------------------- | ----------------------------------- | --- |
| 2000-es évek |                                                      |                                                     |                                     |     |
| 2002         | Portable Monument to the Man of your choice          | Hordozható műemlék az általad kiválasztott férfinak | gránit, bronz                       |     |
| 2002         | Collection                                           | Gyűjtemény                                          | fűzfa, acél                         |     |
| 2002         | Dreamed                                              | A megálmodott                                       | terrakotta, bronz                   |     |
| 2002         | Macbeth chess-set                                    | Macbeth sakk-készlet                                | patinált / ezüstözött bronz, gránit |     |
| 2002         | Variation on a theme by Benvenuto Cellini            | Variációk Cellinire                                 | márvány, ezüstözött bronz           |     |
| 2002         | A Small Working Model Of The Universe                | A világegyetem kicsi működő modellje                | acél, bronz, kerámia                |     |
| 2003         | Finnish Legends                                      | Finn legendák                                       | fa                                  |     |
| 2004         | The Sculpturegarden Of Eden                          | Édeni szoborkert                                    | márvány, bronz                      |     |
| 2004         | Meteora Souvenir                                     | Meteorák emléktárgy                                 | kő, bronz                           |     |
| 2004         | Offering                                             | Áldozás                                             | fa, kő, ólom                        |     |
| 2004         | The Walls Of Troy                                    | Trójai fal                                          | gránit, bronz, acél                 |     |
| 2005         | Balalaika Tree                                       | Balalajka fa                                        | fa                                  |     |
| 2005         | Talk Talk, Eat. Eat. Kiss Kiss                       | Beszél beszél, eszik eszik, puszil puszil           | nyírfa                              |     |
| 2006         | Window                                               | Ablak                                               | fa                                  |     |
| 2006         | Noah The Navigator                                   | Noé a tengerjáró                                    | fa, kő, bronz, csont, kagyló, rovar |     |
| 2008         | Sérült hangszer                                      |                                                     | fa                                  |     |
| 2008         | Shrine                                               | Szentély                                            | márvány, bronz                      |     |
| 2009         | Diana                                                | Diána                                               | bronz                               |     |
| 2009         | Evolution Of Geometry                                | A geometria evolúciója                              |                                     |     |
| 2009         | Light-shipwreck                                      | Világító-hajótörés                                  | gránit, bronz                       |     |
| 2009         | Kránicz Zsófia passiója                              |                                                     | fa, kő, ólom                        |     |
| 2010-es évek |                                                      |                                                     |                                     |     |
| 2010         | Heroic Landscape                                     | Heroikus tájkép                                     | fa                                  |     |
| 2010         | Mirror                                               | Tükör                                               | kerámia                             |     |
| 2010         | Death-mask of Pinochio                               | Pinokkió halotti maszkja                            | mandulafa                           |     |
| 2010         | A Short History of Art                               | A művészet rövid története                          | festett fa, nyers kő                |     |
| 2010         | Centaur Wateringcan                                  | Kentaur locsolókanna                                | kő, bronz                           |     |
| 2010         | Ships from trees                                     | Hajók fából                                         | körtefa, tölgyfa                    |     |
| 2010         | Pitcher                                              | Kancsó                                              | fa, kerámia                         |     |
| 2011         | Fukushima Haiku                                      | Fukushima Haiku                                     | gránit, bronz, porcelán             |     |
| 2012         | Bonsai Garden                                        | Bonszai Kert                                        | bronz, üveg                         |     |
| 2012         | Teapot Of Illumination                               | Felvilágosodás teáskanna                            | kerámia                             |     |
| 2012         | Leonidas                                             | Leónidasz                                           | mandulafa                           |     |
| 2013         | In Memoriam Radnóti                                  | Az elszáradt hajtás - In Memoriam Radnóti           | fa                                  |     |
| 2013         | Cetus fetus                                          | Cethal fétusz                                       | olajfa                              |     |
| 2013         | Observer                                             | Megfigyelő                                          | olajfa                              |     |
| 2014         | Street                                               | Utca                                                | gránit, bronz                       |     |
| 2014         | Model for a Skyscraper                               | Felhőkarcoló modellje                               | cseresznyefa, kő                    |     |
| 2014         | Unicornis botanicus                                  | Unicornis botanicus                                 | gránit, ezüstözött bronz            |     |
| 2014         | In praise of Herman Melville                         | Herman Melville dicsérete                           | csúzfa, gránit                      |     |
| 2014         | Bardo                                                | Bardo                                               | kőris                               |     |
| 2014         | Model for a Skyscraper in the style of Fernand Leger | Fernand Léger stílusú felhőkarcoló modellje         | mandulafa, kő                       |     |
| 2015         | The Parking-lot of Sweet Memories                    | Az édes emlékek parkolója                           | cseresznyefa, aszfalt               |     |
| 2015         | Mark of Cain                                         | Káin pecsétje                                       | cseresznyefa                        |     |
| 2015         | Heart of Darkness                                    | Szív a sötétből                                     | ébenfa, festett almafa              |     |
| 2015         | Nefertiti confronts Eternity with humor              | Nofertiti humorral szemléli az örökkévalót          | fűzfa                               |     |
| 2016         | Sky Scarper                                          | Felhőkarcoló                                        | szilvafa, gránit                    |     |
| 2016         | Pieta                                                | Pietà                                               | tölgy, cseresznyefa, acél           |     |
| 2016         | In Memoriam: Hermann Rorschach                       | In Memoriam: Hermann Rorschach                      | diófa, nyírfa                       |     |
| 2016         | Model Of a Submarine being dismantled                | Bontóban lévő tengeralattjáró modellje              | almafa                              |     |
| 2016         | Decoy Mask                                           | Csalimadár álarc                                    | fenyőfa                             |     |
| 2021         | Alpha and omega                                      | Alfa és omega                                       | krómozott acél,fa                   |     |
| 2025         | -                                                    | Koppány fejfája                                     | dió                                 |     |

### Művei közgyűjteményekben
- Arabian Kerámiamúzeum, Helsinki, 1971
- Ateneum, Helsinki – 1974
- Kerámiamúzeum, Faenza, 1978
- Lahden Művészeti Múzeum, Lahti, 1979
- Iparművészeti Múzeum, Helsinki, 1981, 1986
- Helsinki Városi Művészeti Múzeum, Helsinki, 1983, 1988, 1992
- Amos Anderson Művészeti Múzeum, Helsinki 1985
- Wäinö Aaltosen Múzeum, Turku, 1988
- Kortárs Művészeti Múzeum / Kiasma, Helsinki, 2004
- Rovaniemen-i Művészeti Múzeum, Rovaniemi, 2004

## Kiállításai
| 1960-as évek - Denver Art Museum, Denver - 1962 - Nelson-Atkins Museum, Kansas City - 1964 - The Gallery, Denver - 1965 - „Nostalgia” Roobertin Galéria, Helsinki – 1966 - Taidehalli, Helsinki - 1967, 1984 - Finnish Design Center, Helsinki - 1968 - Kluuvin Galéria, Helsinki - 1968, 1988 - Arabia Kiállítás Galéria, Helsinki - 1969 1970-es évek - Artek, Helsinki - 1970 - Amos Anderson Művészeti Múzeum, Helsinki - 1972, 1985 - Victoria and Albert Museum, London - 1972 - Galerie Christel, Helsinki - 1972, 1976 - Kerámiamúzeum, Faenza - 1973 - Wäinö Aaltosen Múzeum, Turku - 1978 1980-as évek - Galerie Sculptor, Helsinki - 1980, 1983, 1988, 1991 - Galerie Burgenstock, Braunschweig - 1981 - Iparművészeti Múzeum, Helsinki - 1981, 1984, 1990, 1992 - Museum für Kunst und Gewerben, Hampuri - 1982. - Landesmuseum Volk und Wirtschaft, Düsseldorf - 1982 - Hetjens Museum, Düsseldorf - 1982 - Museum für Kunstgewerbe, Frankfurt am Main - 1982 - Helsingin kaupungin taidemuseo, Helsinki - 1984, 1987,1988, 1991 - Hvitträsk, Espoo - 1985 - Das Deutsche Goldschmiedehaus, Hanau - 1985 - Goldsmiths' Hall, London - 1985 - VII. Budapesti Nemzetközi Kisplasztikai Kiállítás, Műcsarnok, Budapest - 1987 - "A fa nyelve" Iparművészeti Múzeum, Helsinki - 1987 és American Craft Museum, New York - 1988. - Sinebrychoffin Művészeti Múzeum, Helsinki 1987- 88 - „Idő-Szín-Tér”, Finn Képzőművészeti Akadémia, Helsinki - 1987-89 - II. Nemzetközi Portrészobrászati Triennálé, Gdańsk - 1989 - Galerie Bellarte, Turku - 1989 - Galleria Husa, Tampere - 1989 | 1990-es évek - Villa Stuck, München 1991 - Keski-Suomen Múzeum, Jyväskylä - 1991 - "Puu" Taideteollisuusmuseo, Helsinki 1992 - "Hungaria 24", Debrecen - 1993 - Design Forum, Helsinki - 1993 - Bárka kiállítás, Vigadó Galéria, Budapest - 1994 - Heves Megyei Művelődési Központ, Eger - 1994 - Galleria Bronda, Helsinki - 1995. - Culture Center, Eger - 1995. - „Fémes hangok” - RAS Galéria Hajó, Győr - 1995. - Finn pop-art Múzeum, Helsinki - 1996 - Trinitárius-templom Galéria, Eger - 1999 - Újlipótvárosi Klubgaléria, Budapest – 1999 2000-es évek - Líceum, Eger - 2000. - Bruckner Haus, Linz - 2000. - Galleria Primavera, Helsinki - 2001 - Studio Munsteiner, Stipshausen - 2002. - Synart Art Gallery, Frankfurt am Main - 2004. - Amos Anderson Művészeti Múzeum, Helsinki - 2004. - Manu Gallery, Budapest – 2004 - Kepes György Vizuális Központ (Vitkovics-ház), Eger - 2005 - Művészet Malom, Szentendre - 2006 - Zsinagóga Galéria, Eger – 2006 - „Hazatérés” Városrét Irodaépület, Győr – 2007 - Aspis Galéria, Helsinki - 2009 2010-es évek - „Made In Hungary” Magyar Kulturális és Tudományos Központ U-Galéria, Helsinki – 2010 - „(M)ilyenek a finnek?” - Néprajzi Múzeum, Budapest - 2010 - Koski Muzeum, Finnország - 2010 - „Synthesis”- Lapponia store and showroom, Helsinki – 2012 - Szépművészeti Múzeum, Pori - 2012 - Kaupungintalon Galleria, Hanko - 2013 - Kiasma Modern Művészetek Múzeuma, Helsinki - 2013 - EMMA Modern Művészetek Múzeuma Espoo - 2015 - Amos Anderson Művészeti Múzeum, Helsinki – 2016 |

## Díjak, ösztöndíjak
- Fulbright-ösztöndíj (1965-1967)[6]
- Finn állami ösztöndíj (1992-1997)[6]
- Emilia-Romagna Tartomány díja, Nemzetközi Kerámia Kiállítás, Faenza; Nuutajärvi üvegtervező pályázat, I. díj (1978)
- Hyrylä tér szoborpályázat, I. díj (1987)
- II. Nemzetközi Portrészobrászati Triennálé, Gdańsk, aranyérem (1989)[6]
- A Nagy Könyv szoborpályázat győztese (2006)[22]
- A Magyar Érdemrend lovagkeresztje (2013)[15]
- Pro Agria-díj (2016)[23][24]

## Film
- Kernács G.-B. Farkas T.: Holdezüst – Látogatás Popovits Zoltán szobrászművésznél, MTV, 1989[25]

## Érdekességek
- „(M)ilyenek a finnek? Archiválva 2016. november 28-i dátummal a Wayback Machine-ben
- Zoltán 360! 3D-s szoborfotók az Amos weblapján (2016)
- A művész Lakatlan fészek című szobrának összerakása
- Dyconstructyng Symmetry Zoltan Popovits YouTube video